# Eloy Jiménez
Eloy Arturo Jiménez (né le 27 novembre 1996 à Santo Domingo en République dominicaine) est un joueur de champ extérieur et un frappeur désigné des White Sox de Chicago de la Ligue majeure de baseball.

## Carrière

### Cubs de Chicago
Le 1er août 2013, les Cubs de Chicago signent Eloy Jiménez pour un contrat de ligues mineures.

### White Sox de Chicago
Le 13 juillet 2017, les Cubs de Chicago échangent Eloy Jiménez avec Bryant Flete, Matt Rose et le lanceur Dylan Cease contre le lanceur Jose Quintana.  
Il fait ses débuts en ligue majeure le 28 mars 2019 contre les Royals de Kansas City et obtient son premier coup sûr le lendemain contre Kansas City. Il doit attendre le 12 avril 2019 pour frapper son premier circuit face aux Yankees de New York. Il termine la saison 2019 avec une moyenne au batôn de ,267 avec 31 circuits et 79 points produits en 122 matchs et termine 4e du vote de recrue de l'année de la ligue Américaine remporté par Yordan Álvarez. 
Il remporte en 2020 un prix Sliver Slugger pour ses performances offensives avec 14 circuits en 55 matchs (saison raccourcie à 60 matchs dû à la pandemie de Covid-19). Il se blesse durant la saison 2021 et ne joue que 55 matchs puis 84 en 2022.
En 2023, il termine la saison avec 18 circuits et une moyenne au batôn de ,272 en 120 matchs.